# Újezd (Olomouc)
Újezd (in tedesco Augezd) è un comune della Repubblica Ceca facente parte del distretto di Olomouc, nella regione di Olomouc.